# Просеред
Просеред — річковий острів на Дніпрі, в Черкаській області. Територіально належить до Канівської міської громади. Розташований нижче по течії Дніпра від острова Шелестів, поруч із гирлами річки Горіхівка та протоки Річище.

## Загальний опис
Острів являє собою заплавну терасу середньої течії Дніпра. Він неправильної овальної форми, витягнутий з півночі на південь, і практично розрізаний навпіл в тому ж напрямку глибокими затоками Дніпра. Ненаселений. Позначений на топографічній карті Генштабу 1989 року.

## Заповідна територія
Наразі острів не є природоохоронною територією, проте він розглядається в перспективі розширення природно-заповідного фонду Черкаської області. На ньому знайдено цілий ряд рідкісних видів рослин та тварин, занесених до Червоної книги України. Виявлено великі за площею зростання та чисельністю особин популяції Orchis coriophora, Orchis palustris. На прольоті тут постійно зупиняються для відпочинку та годівлі чорний лелека, скопа, цілорічно зустрічається орлан-білохвіст. Під час міграцій на косах та обмілинах у нижній частині острова утворюються скупчення куликів, качок, чапель, мартинів. Виявлено рідкісний вид комах — поліксена.
Приєднання цієї ділянки до масиву заповідних земель значно збільшує представленість біотичного комплексу заплави Середнього Дніпра на видовому та ценотичному рівнях. Дана територія розташована в єдиному контурі заповідних та перспективних для заповідання земель (між заповідним Шелестовим та масивом земель в околицях сіл Сушки та Бубнівська Слобідка) і її приєднання є логічним з точки зору організації охорони всієї території заповідника. Віддаленість цієї території від великих населених пунктів та відсутність господарської інфраструктури тут визначає раціональність саме такого її використання. Наявність великих площ заплави низького рівня загострює проблему заповідання, а тому і посилення охорони цієї ділянки через значення цих топів як традиційних нерестовищ та місць годівлі перелітних птахів.